# No Sleep Till Shengal
No Sleep Till Shengal è un libro a fumetti di Zerocalcare, pubblicato da BAO Publishing il 4 ottobre 2022. È stato il fumetto più venduto in Italia nel 2022.

## Storia bibliografica
No Sleep Till Shengal si può definire come il seguito di Kobane Calling, descritto dal fumettista come più drammatico del precedente. Con questo romanzo, Zerocalcare vuole mettere in luce la questione curda e dare una maggiore importanza a ciò che è accaduto.
La copertina della graphic novel è stata disegnata da Zerocalcare, e colorata da Alberto Madrigal, e non presenta edizioni variant. Il libro è composto da 208 pagine e assomiglia a un diario di viaggio.
Il fumetto racconta di quando Zerocalcare nel 2021 si recò nel nord dell'Iraq, per far visita alla comunità ezida di Shengal (chiamati così nella lingua curda) e documentare le condizioni vita e di lotta. Gli Ezidi sono un popolo dimenticato, situato nel nord dell'Iraq, che sopravvissuto all'Isis ha deciso di cominciare un percorso di autogoverno democratico. 

## Trama
(No Sleep Till Shengal, pagina 16 e retro di copertina)
Il fumettista nelle prime pagine descrive le emozioni che prova quando gli viene detto che deve partire per Shengal per documentare con un fumetto la vita durante la guerra e la fatica di alcuni popoli poco conosciuti per ottenere la libertà. Le emozioni che prova sono un misto di paura e ansia. Per arrivare in Iraq, Zerocalcare e il suo gruppo devono fare scalo  a Dubai, e una volta lì, incontrano il resto del gruppo e prendono le macchine per arrivare a Shengal. Per arrivarci però, devono passare da un check point. La prima volta non li lasciano passare, perciò decidono di provare ad un altro check point, dove grazie a un capo di stato occidentale che si ricordava di Papa Francesco che aveva fatto una missione diplomatica li lascia passare. Arrivano in una caserma irachena dove erano riuniti altri italiani. Il gruppo incontra il capo della caserma, che non vuole lasciarli passare perché serviva il visto di Baghdad. Quindi tornano indietro dal capo di stato che gli dice che il giorno seguente sarebbero andati insieme dal capo della caserma. Il giorno seguente riescono a passare grazie al vice capo di stato: Giancarlo. In seguito il gruppo scopre che Giancarlo sarebbe stato con loro fino a quando non se ne sarebbero andati.
Dopo molti giorni e molte ore il gruppo riesce finalmente ad arrivare a Shengal, al villaggio in cui sarebbero rimasti per tre giorni. In questi giorni Zerocalcare comprende la complessità del popolo e della situazione in cui, la popolazione, si trova. Arriva il momento di ripartire e tornare a casa e il fumettista lo descrive come un momento malinconico. Facendo questo viaggio, Zerocalcare, ha potuto conoscere la storia di un popolo conosciuto da pochi.

## Personaggi
- Zerocalcare: Protagonista dell'opera, visita Shengal.
- Armadillo: Coscienza di Zerocalcare, rappresentata da un armadillo.
- Cartesio: Coscienza di Zerocalcare, rappresentata da lampada contenente la testa dell'omonimo filosofo.
- Manolo: Compagno di spedizione di Zerocalcare, è un regista che va a Shengal, per girare un documentario.
- Robjin: Compagna di spedizione di Zerocalcare, sa parlare il curdo, fa da tramite tra gli italiani e i curdi.
- Giancarlo: Ufficiale dei servizi segreti di Baghdad, resterà con loro durante la permanenza a Shengal.

## Edizioni
La prima edizione italiana è stata stampata in 234.000 copie, la tiratura più grande nella storia della casa editrice milanese.
| Lingua   | Anno di pubblicazione |
| -------- | --------------------- |
| Italiano | 4 ottobre 2022        |
| Francese | 1 febbraio 2023       |
| Spagnolo | 2 marzo 2023          |